# Stephanie Raymond
Stephanie Raymond (ur. 15 stycznia 1985 w Rockford) – amerykańska koszykarka występująca na pozycji rozgrywającej, po zakończeniu kariery zawodniczej trenerka koszykarska.

## Osiągnięcia
Na podstawie, o ile nie zaznaczono inaczej.
NCAA
- Zaliczona do:
  - I składu:
    - konferencji Mid-American (MAC – 2007)[3]
    - turnieju:
      - MAC (2007)
      - Iowa KCRG-TV / Hawkeye Challenge (2004)

    - debiutantek MAC (2004)

  - II składu MAC (2006)
  - III składu MAC (2005)

Drużynowe
- Mistrzyni WBCBL (Women's Blue Chip Basketball League – 2010, 2011)[4]

Indywidualne
- Uczestniczka meczu gwiazd PLKK (2011)[5]
- Zaliczona do II składu turnieju WBCBL (Women's Blue Chip Basketball League – 2010)[4]